# Lac Manitou (Lac-Jérôme)
Pour les articles homonymes, voir Manitou et Lac Manitou.
Le lac Manitou est un plan d'eau douce situé dans le territoire non organisé de Lac-Jérôme, dans la municipalité régionale de comté (MRC) de Minganie, de la région administrative de la Côte-Nord, dans la province de Québec, au Canada. La Rivière Manitou traverse le lac sur 25,7 km du nord-ouest au sud-est ; en aval de l'embouchure, le courant continue de descendre sur 51,4 km jusqu'à la rive nord du golfe du Saint-Laurent.

## Géographie
Le lac Manitou s'avère être l'un des trois grands lacs de la rivière Manitou; les autres étant le lac Aigle au nord et le lac des Eudistes au sud. Le lac Manitou se trouve au centre-sud du bassin de la rivière Manitou et couvre 41,7 km2. Le lac a une longueur de 25 km, et une largeur de seulement 1 à 2 km, formé par l'inondation d'une ancienne vallée glaciaire en forme de creux avec des flancs escarpés qui s'élèvent à plus de 500 m de hauteur. Le lac est à 75 km de l'embouchure de la rivière. Ce lac n'est accessible qu'en hydravion.

## Environnement
Une carte des régions écologiques du Québec montre que le lac se trouve dans la sous-région 6j-S du sous-domaine épicéa/mousse de l'est. 

## Poisson
La Pourvoirie Mabec propose des services de pourvoirie pour la pêche et la chasse sur et autour du lac. 
La Pourvoirie Mabec a des droits exclusifs.
Eugène Rouillard écrivait en 1908 que la truite était abondante dans la rivière Manitou et le lac Manitou, avec une longueur de 25 à 30 po.
Omble de fontaine ont souvent plus de 2 lb, et omble chevalier sont souvent plus de 4 lb. 
Un relevé de la population innus de Mingan en 2007 a révélé que bon nombre d'entre eux pratiquaient à la fois la pêche sur glace et la pêche estivale sur le lac.

## Sources
- Julien Cabana, « Mouchetées géantes au lac Manitou », Journal de Montréal, 19 juin 2012 (consulté le 22 octobre 2019)
- « Complexe de la Romaine, Étude d’impact sur l’environnement », Hydro-Québec Production, décembre 2007 (consulté le 22 octobre 2019)
- « Lac Manitou », Ressources naturelles Canada (consulté le 21 octobre 2019)
- Richard Monfette, « Des gagnants à la pourvoirie Mabec », février 2019 (consulté le 22 octobre 2019)
- « Portrait du bassin versant Manitou », OBV Duplessis (consulté le 22 octobre 2019)
- Eugène Rouillard, « La côte nord du Saint-Laurent et le Labrador canadien », 1908 (consulté le 22 octobre 2019)
- J.-P. Saucier, A. Robitaille, P. Grondin, J.-F. Bergeron et J. Gosselin, « Les régions écologiques du Québec méridional », Ministère des Ressources naturelles et de la Faune, 2011 (consulté le 1er octobre 2019)
- Claude Théberge, « Étude de mise en valeur des rivières - Phase 1 MRC de la Minganie », Genivar, août 2008 (consulté le 22 octobre 2019)